# Eric John Stephens
Eric John Stephens, avstralski častnik, vojaški pilot in letalski as, * 13. september 1895, Bendigo, Viktorija, Avstralija, † 25. januar 1967, Lae, Papua Nova Gvineja.
Stotnik Stephens je v svoji vojaški karieri dosegel 13 zračnih zmag.

## Odlikovanja
- Distinguished Flying Cross (DFC)